# Транспорт в Турции
Транспорт в Турции представлен автомобильным, железнодорожным, воздушным, водным (морским и речным) и трубопроводным.

## Авиатранспорт

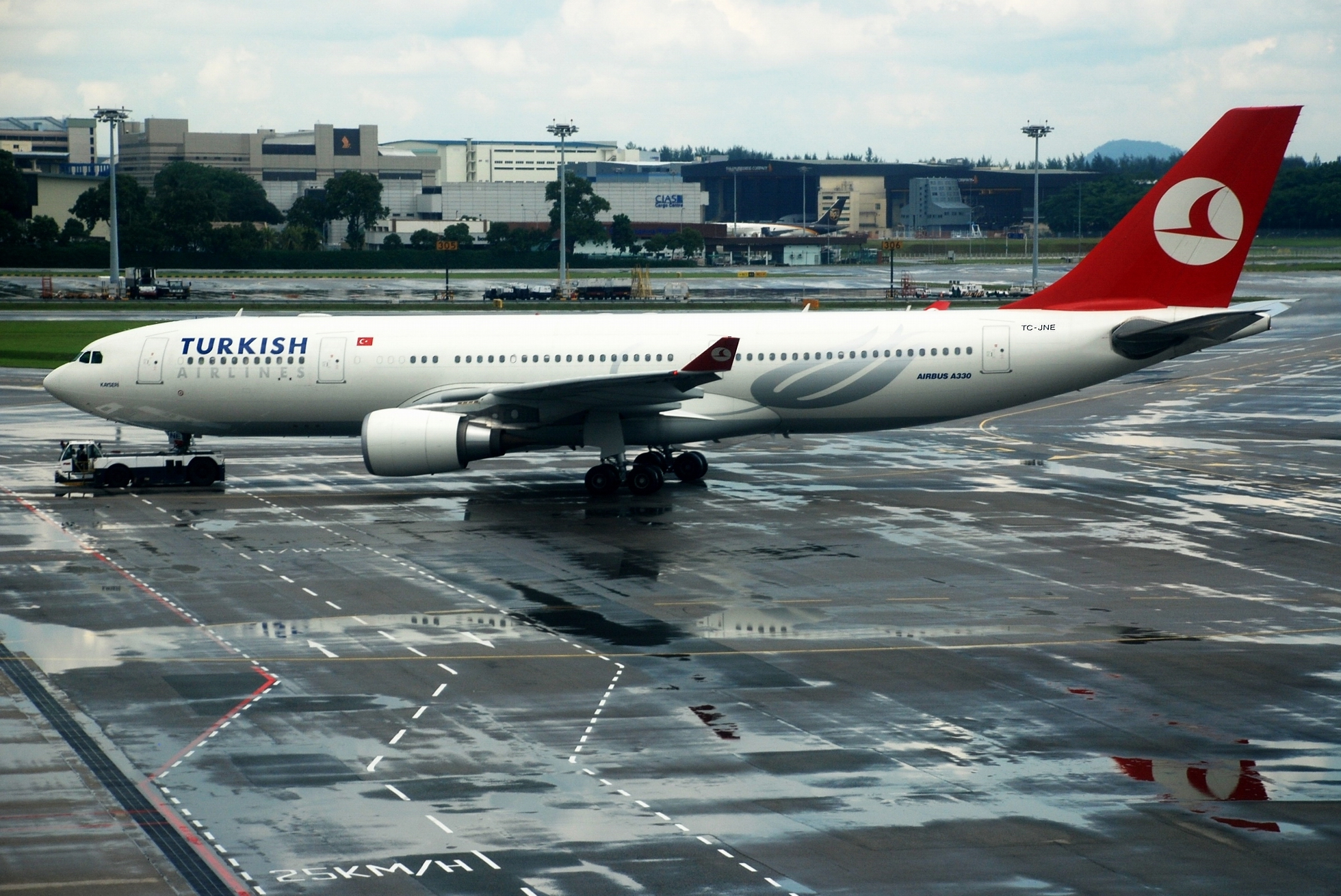
Airbus A330 компании Turkish Airlines

Флагманская авиакомпания страны — Turkish Airlines. Зарубежные авиарейсы выполняет также компания SunExpress.
На декабрь 2021 года в Турции насчитывается 56 аэропортов. Крупнейшие аэропорты: имени Ататюрка, имени Сабихи Гёкчен (Стамбул), Новый аэропорт (Стамбул), Эсенбога (Анкара).

## Автомобильный транспорт
Дороги в юго-западной Турции и в туристических центрах отличаются высоким качеством.
Основные виды пассажирского автотранспорта в Турции — это автобусы и маршрутные такси (тур. dolmuş).
Автобусная сеть в Турции хорошо развита, автобусы комфортабельны, а стоимость проезда относительно невысока. Однако пользоваться маршрутными автобусами для иностранцев может быть проблематично, ввиду того что маршрутные надписи выполнены на турецком.
Междугородными автобусными перевозками в Турции занимаются частные компании. Каждая компания имеет свою сеть офисов, как на автовокзалах, так и в туристических и деловых центрах городов. Централизованного сервиса автоперевозок нет. Таким образом, приобретение автобусных билетов возможно в офисах компаний или у посредников (обычно местных турфирм).
На пригородных рейсах обычно используются маршрутные такси. Оплата проезда в них осуществляется непосредственно водителю.

## Железнодорожный транспорт

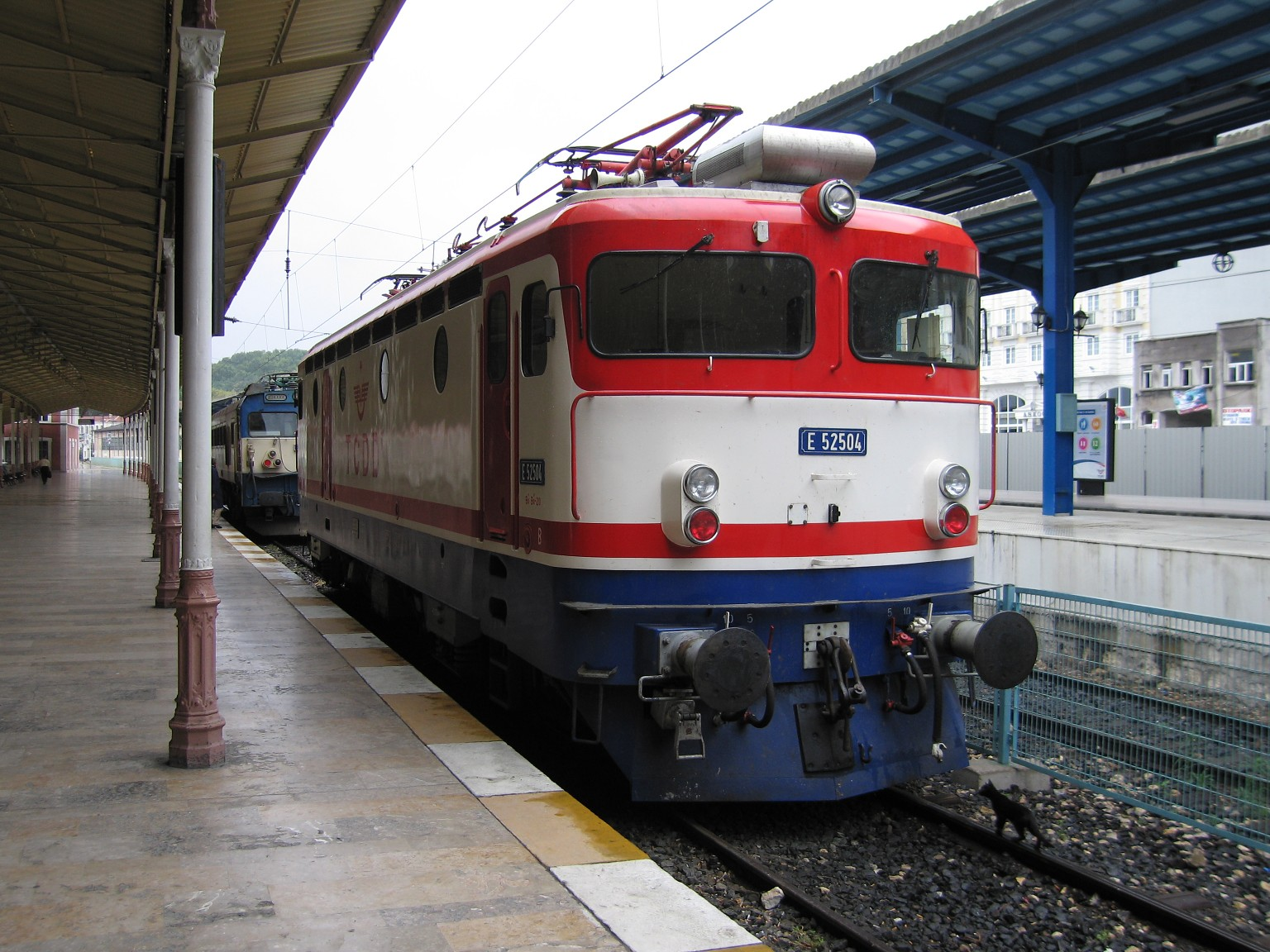
Электровоз в Турции

Турецкие государственные железные дороги (тур. Türkiye Cumhuriyeti Devlet Demiryolları) обеспечивают перевозки пассажиров и грузов по всей стране. Используется европейская колея (1435 мм). Первая железнодорожная линия в стране была построена в 1856 году. На 2014 год протяжённость железнодорожной сети составляет 12 тыс. км (на 1990 год — 8430 км), из них электрифицировано 3216 км (на 1990 было электрифицировано 204 км). Используется электрификация на переменном токе 25 кВ, 50 Гц.
В локомотивном парке тепловозы (549) и электровозы (64), которые выполняют от 81 до 84 % всей перевозочной работы. До настоящего времени используются и 50 паровозов. Также эксплуатируются 83 электропоезда и 44 дизель-поезда. В вагонном парке около 17 тысяч вагонов.
Основными перевозимыми грузами являются полезные ископаемые, строительные материалы, сельскохозяйственная продукция, промышленное сырьё, скот.
Используемые стандарты: ширина колеи — европейская, тормоза — воздушные, сцепка — винтовая, допускаемый подъём — 28 ‰, минимальный радиус кривых — 190 м.
С 2003 года развивается высокоскоростной железнодорожный транспорт. Линия Стамбул — Эскишехир — Анкара модернизирована для движения высокоскоростных электропоездов (используются TCDD HT65000, заказанные в Испании) со скоростью до 250 км/ч. По планам Турецкого министерства транспорта и коммуникаций к 2023 году протяжённость линий, используемых для скоростного движения, должна составить 4000 км.
В стране имеется вагоностроение и локомотивостроение.

## Метрополитен

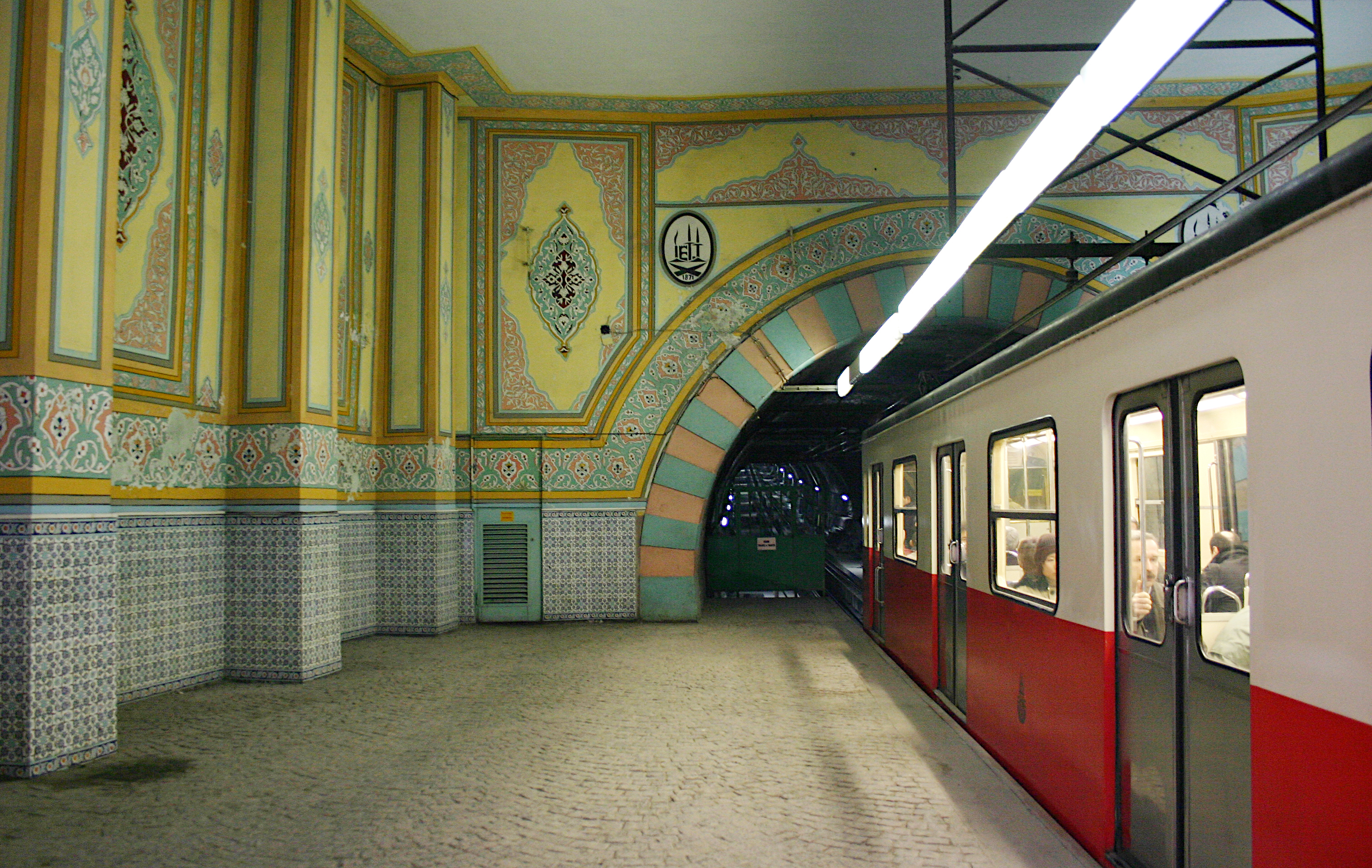
Вагон на станции Тюнеля

В начале 1980-х в Турции ещё не было своего метрополитена. Однако было построено метро в Анкаре (открыто в 1996 году), Стамбуле (открыто в 2000 году), Измире (открыто в 2000 году), Адане (открыто в 2009 году).
Кроме того, в Европейской части Стамбула действует Тюнель. Эта небольшая линия подземного фуникулёра была открыта ещё в 1875 году. В 1910 году Тюнель был электрифицирован. Две станции соединены тоннелем протяжённостью 573 м.
В Стамбуле действует также и система лёгкого метро Istanbul LRT, она была открыта в 1989 году.

## Морской транспорт
В Турции насчитывается несколько морских портов: Стамбул, Измир, Зонгулдак, Самсун, Трабзон, Алания, Бодрум,
Фетхие, Мармарис, Кемер. Акватория.
На всем турецком побережье существует 11 портов и 57 пристаней. Размеры портов и их мощность определяются прежде всего степенью развитости и экономическим потенциалом района, где данный порт расположен.
Для большинства портов Турции обстоятельства сложились неблагоприятно, поскольку порты удалены от основных промышленных и сельскохозяйственных центров. Наиболее интенсивное судоходство осуществляется в бассейне Мраморного моря. Такое положение сложилось исторически, поскольку побережье Мраморного моря отличается высокой плотностью населения, деловой активности и удобством местных, природных и искусственных гаваней. 
Виды транспорта, которые преобладают: Прогулочные «барракуды» яхты, грузовые суда, рыбацкие лодки, лайнеры.
Порт Хайдарпаша имеет искусственные насыпные причалы общей протяжённостью свыше 2600 м, глубины у стенок достигают 10 м. Гавань порта защищена от штормов волноломами длиной 1700 м.

## Трубопроводный транспорт
На 2013 год протяжённость газопроводов в Турции — 12,6 тыс. км, нефтепроводов — 3038 км.
По территории Турции проложен нефтепровод Нефтепровод Баку — Тбилиси — Джейхан. Отгрузкой нефти с данного трубопровода занимается BOTAŞ International Limited, который управляет турецким участком нефтепровода. С начала отгрузки (18 мая 2005 года) по ноябрь 2021 года было отгружено 3 745 млрд баррелей нефти, с 4 902 танкеров с блока месторождений «Азери-Чираг-Гюнешли». На территорию Турции приходится 1 076 км данного нефтепровода.